# Argile (revue)
Pour les articles homonymes, voir Argile (homonymie).
Argile est une revue de poésie que Claude Esteban fonde en 1973 aux éditions Maeght, et qu'il dirige jusqu'à la parution de son vingt-quatrième et dernier numéro en 1981. 

## Histoire
L'aventure de la revue L'Éphémère ayant pris fin en 1972, Aimé Maeght ne se résout pas à sa disparition et souhaite qu'une autre revue reprenne le flambeau. Il confie la mission de fonder cette nouvelle revue au poète Claude Esteban, qui la baptise Argile et la dirige durant neuf années, avec l'assistance de Jean-Claude Schneider.
La revue, qui occupe une place majeure dans le paysage poétique de ces années, se situe d'emblée comme un phare nouveau au croisement de la peinture, de la création poétique et de la traduction de la poésie étrangère.
Sous la couverture dessinée par Raoul Ubac, se retrouvent les plus grandes figures de la poésie française mais aussi celles qui émergent alors — de Char à Dupin, de Michaux à Bernard Noël, en passant par Reverdy, Artaud, Leiris, Tortel, Bonnefoy, Jaccottet, Du Bouchet, Albiach, Sarré, Quignard, Daive, Cendo, Veinstein... —, la poésie étrangère traduite par les poètes français — Akhmatova, Jorge Guillén, Plath, Donne, Quevedo, Pessoa, Stevens, Elytis, Montale, Hölderlin, Mandelstam, Paz, Yeats... —, et parmi les peintres : Braque, Giacometti, Miró, Zao Wou Ki, Tàpies, Szenes, Tal-Coat, Fernández, Sima, Palazuelo, Appel, Soulages, Asse, Chillida, Alechinsky, Vieira da Silva...